# 글라우코스
글라우코스(그리스어: Γλαῦκος)는 그리스 신화에 나오는 이름으로 그 뜻은 "빛나는", "청록의"라는 뜻이다. 신화와 전설에서 바다의 신을 포함해서 여러 가지 다른 인물들의 이름이었다. 여신 아테나의 방패에 그려진 부엉이도 글라우코스였다.

## 바다의 신
- 해신 글라우코스의 부모는 다음과 같이 여러 설이 있다.

1. 테올리투스, 메팀네아인
2. 헤라클레스 가의 프로마티데스
3. 므나세아
4. 에우안테스

## 다른 인물

### 코린토스의 왕
글라우코스는 테베 근처의 포트니에우스 출신으로 코린트의 왕이었으며 메로페와 시시포스의 아들이었다. 그는 아프로디테를 노하게 하였고 펠리아스 왕의 장례식 게임중에 낙마하여 죽었다. 그는 벨레로폰의 아버지이기도 하다.

### 군인

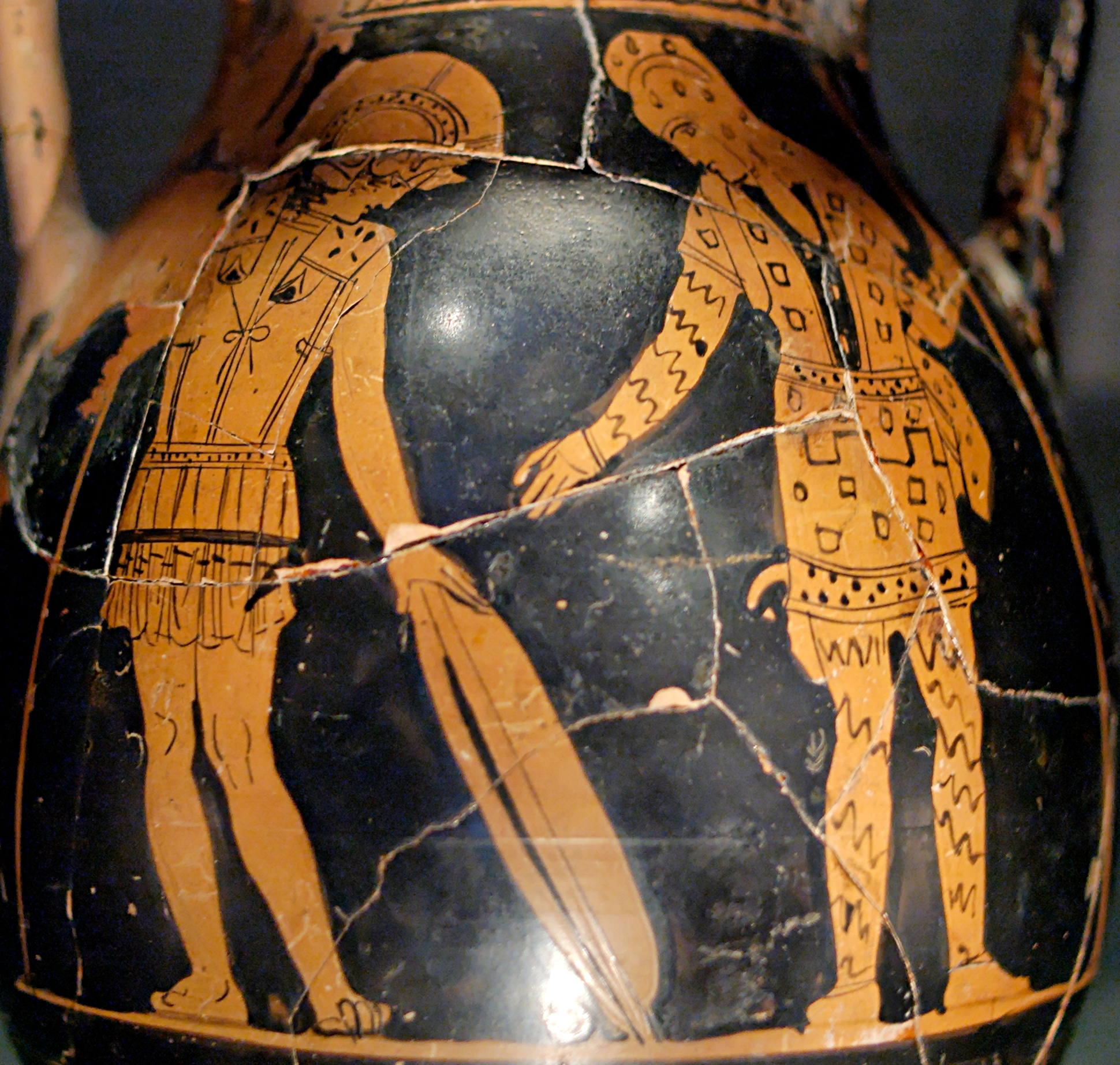
글라우코스와 디오메데스

글라우코스는 히폴로쿠스의 아들이며 벨레로폰의 손자였다. 그는 리키아 군의 장군으로 그의 친구이자 사촌 사르페돈의 휘하에 있었다.
그들은 트로이아 전쟁에서 트로이 편이었다.

### 어린 아이
크레타의 왕 미노스와 그의 왕비 파시파에 사이에서 태어난 아들의 이름.